# باشگاه فوتبال عمان
باشگاه فوتبال عمان (انگلیسی: Oman Club) (عربی: نادی عمان) یک باشگاه فوتبال از عمان است  که در شهر مسقط استان مسقط قرار دارد. این تیم سابقه نایب قهرمانی در جام باشگاه‌های آسیا ۹۴–۱۹۹۳ را دارد.